# انفارکتوس
انفارکتوس (به فرانسوی: Infarctus) نوعی از نکروز یا مرگ در بافت است که بر اثر انسداد در مسیر خون‌رسانی ایجاد می‌شود. این حالت ممکن است بر اثر ترومبوز، پارگی مسیر خون یا انقباض عروق باشد

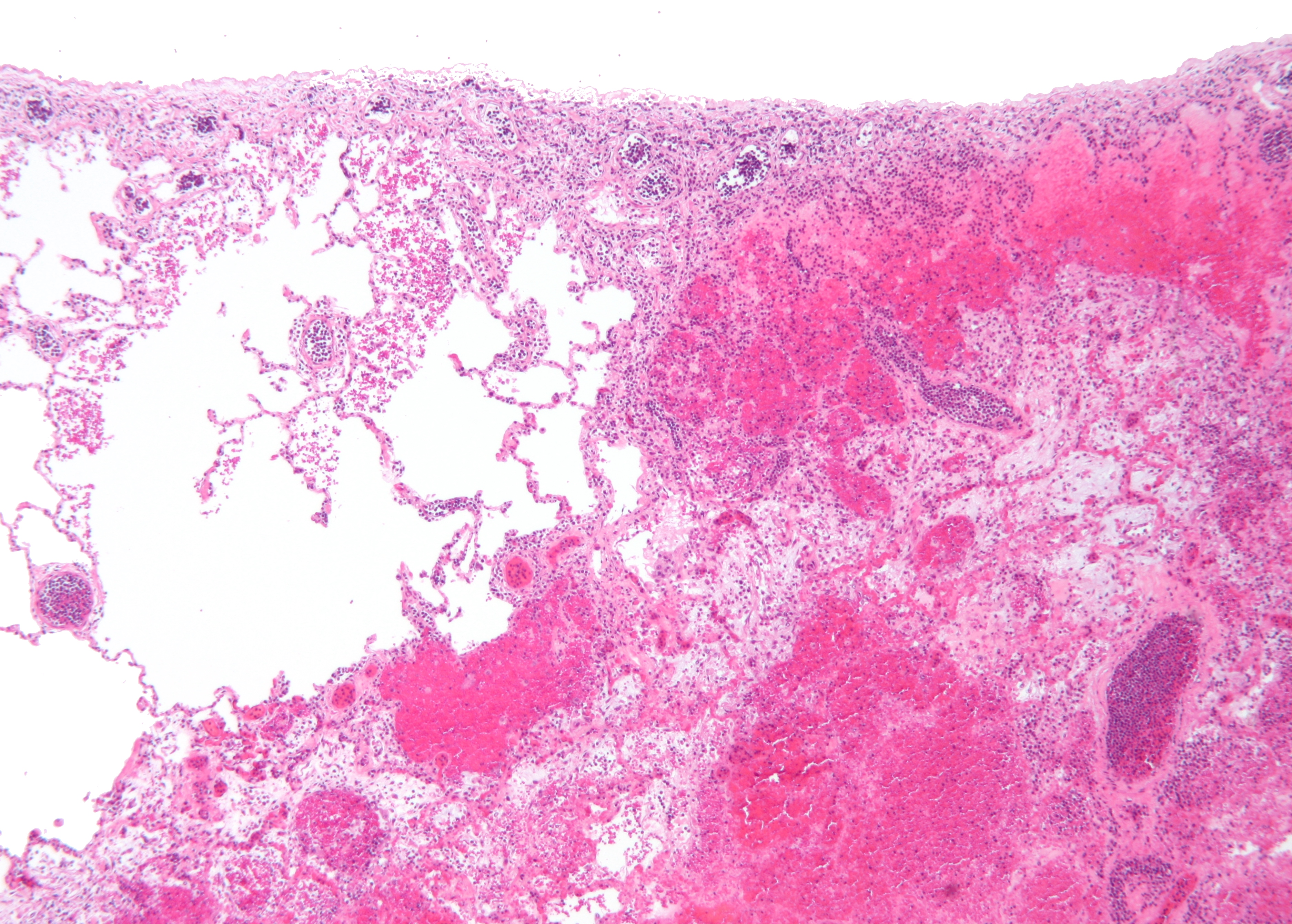
انفارکتوس شش در سمت راست و بافت سالم در سمت چپ

## انواع

### انفارکتوس سفید
این نوع آنفارکتوس بر اثر قطع جریان سرخرگ‌ها و در بافت‌های جامد و سخت ایجاد می‌شود مثل کیسهٔ صفرا. این نوع از آنفارکتوس در برخی اندام‌ها مثل قلب و کلیه به شکل سفید با هالهٔ قرمز ایجاد می‌شود.

### انفارکتوس قرمز
آنفارکتوس قرمز بر اثر گرفتگی سیاهرگ در بافت‌هایی مثل شش و روده ایجاد می‌شود.

## انواع نسبت به میزان انفارکتوس

### کلی
مانند وقتی که تمام یک عضو بدن تحت تأثیر قرار گرفته باشد.

### نیمه‌کلی
زمانی که تنها بخشی از اندام آسیب دیده‌است.

### میکروانفارکت
زمانی که انفارکتوس تنها به صورت میکروسکوپی قابل مشاهده است.

## مراحل پیشرفت
- هایپرمیا بر اثر کاهش اکسیژن
- ورم در اندام بر اثر خونریزی و خیز (اِدِم)
- تغییرات سلول مثل کبودی سلول و افزایش واکوئل‌ها و انحطاط سلول
- تجزیهٔ بافت مرده و گلبول‌های قرمز(همولیز)
- افزایش خون و التهاب در بافت‌های اطراف
- افزایش رنگدانه‌های پاتولوژیک مثل هموسایدرین و بیلی‌روبین
- شروع تجمع فیبرین از اطراف آنفارکتوس